# Castello Piccolomini (Celano)
El Castello Piccolomini (en español Castillo Piccolomini) se encuentra en la ciudad italiana de Celano (en la Provincia de L'Aquila, región Abruzos).

## Historia
El Castello Piccolomini de Celano fue construido en varias etapas. En 1392 Pietro De' Berardi construyó las murallas del castillo y los primeros dos pisos del edificio. En 1451 Leonello Acclozamora construyó la planta principal y las cuatro torres en las esquinas. En 1463 Antonio Todeschini Piccolomini, sobrino del papa Pío II, completó el edificio con una galería abierta en el segundo piso del patio y mejoras en las murallas alrededor del castillo.
Las siguientes familias que sucedieron en el castillo (como Sforza-Cesarini y Dragonetti) no cambian aún más la estructura del edificio. Una profunda restauración se llevó en 1940, suspensa durante la Segunda Guerra Mundial, reiniciada en 1955 y terminada en 1960. Ahora, el edificio se utiliza como oficinas para el Ministerio des Bienes y Actividades Culturales, además de un museo de arte sacro.

## Características
El edificio principal tiene una planta rectangular, con los lados más largos que dan al norte y al sur. El patio interior está rodeado por una columnata y alberga un pozo.
El edificio está protegido por murallas defensivas irregulares con varias torres, parte de ellas con una planta cuadrada, y otras con forma tronco-cónica.